# 강제 해산
강제해산(强制解散)은 모인 사람, 조직, 단체를 그 의사와는 상관없이 강제로 흩어지게 하거나 없애는 일이다.

## 법적 근거

### 대한민국
정당의 목적이나 활동이 민주적 기본질서에 위배될 때에는 정부는 헌법재판소에 그 해산을 제소할 수 있고, 정당은 헌법재판소의 심판에 의하여 해산된다.— 대한민국 헌법 제8조 4항

### 독일
결사법에서 따르면 지방행정청장 또는 내무부장관이 헌법 질서를 해치는 행위를 한 단체에 해산을 명령할 수 있다.

## 사례

### 한국
- 대한제국 군대(1907년, 일본 제국에 의해 해산)
- 대한체육회(1938년, 일제에 의해 해산)
- 국군준비대(1945년, 미군정에 의해 해산)
- 동명목재(1980년, 신군부에 의해 해산)[3]
- 통합진보당(2014년, 이적행위에 의해 해산)

### 일본
- 겐요샤(玄洋社)(1946년, 연합군 최고사령부(GHQ)에 의해 해산)

### 독일(서독)
- 사회주의 제국당(SRP, 1952년, 헌법재판소에 의해 해산)
- 독일 공산당(KPD)(1956년, 헌법재판소에 의해 해산)

### 터키
- 공화인민당(1980년, 해산)
- 터키연합공산당(1990년, 해산)
- 사회주의당(1992년, 해산)
- 인민노동당(1993년, 해산)
- 자유민주당(1993년, 해산)
- 복지당(1998년, 해산)[4]

### 스페인
- 바타수나당(2003년, 대법원에 의해 해산)[4]

### 타이
- 타이락타이당(2007년, 해산)[4]

### 이집트
- 자유와 정의당(2013년, 대법원에 의해 해산)[4]

## 같이 보기
- 위헌정당 해산제도